# الشركة الوطنية للعربات الصناعية
الشركة الوطنية للعربات الصناعية، هي شركة جزائرية متخصصة في إنتاج العربات الصناعية من شاحنات وحافلات وغيرها، أنشئت الشركة بالمرسوم 81-342 المؤرخ في 12 ديسمبر 1981 في ظل إعادة هيكلة شركة سوناكوم (SONACOME) (الشركة الوطنية للهندسة الميكانيك).

## النشأة
تم إنشاء الجمعية الوطنية للهندسة الميكانيكية (SONACOME) من المرسوم رقم 67-150 وكان من المفترض من 1967/9/8 لتشغيل وإدارة الأعمال وآلة بناء في القطاع العام، نموذج تنظيمها لديه 10 أنقسامات (SNVI DVI)، أنتجت الشركة سيارة على الطرق الوعرة لرالي داكار لشاحنات وفازت به سنة 1979م
ورثت (SONACOME) تراث شركة المجتمع الأفريقي من (BERLIET) السيارات (ساب / SA)، بعد حله بموجب المرسوم رقم (73-764) وخلص من 1973/1/10 الاتفاقيات التالية في الجزائر العاصمة في 24/06/1964 بين الدولة الجزائرية وSAAB / SA في 1964/8/6 بين صندوق التنمية الجزائري (CAD) وساب / SA والعقد من 1970/07/30 بين (SONACOME) و (SAAB / SA).

## الدمج
تركيب شركة المجتمع الأفريقي من BERLIET السيارات (ساب / SA) في الجزائر في عام 1957. في مبنى المقر الرئيسي في الجزائر العاصمة ولديها مصنع لتجميع سيارة «الوزن الثقيل» لكم شرق الجزائر العاصمة الرويبة ولها فروع في: حسين داي، قسنطينة، وهران، ورقلة، تيارت.

## رالي باريس داكار 1980
حقق الجزائري «أتوات» رفقة مساعديه «بوكريف» و «كلوة» المركز الأول في رالي باريس داكار سنة 1980 فئة الشاحنات على متن شاحنة جزائرية الصنع «سوناكوم».

## المؤسسة العسكرية لتسير الشركة
قررت الحكومة الجزائرية إحالة تسيير عدد من المؤسسات والمجمعات العمومية إلى المؤسسة العسكرية بعد عقود من تسييرها من طرف مسؤولي القطاع الصناعي المدني، ويتعلق الأمر بالشركة الوطنية للسيارات الصناعية “أس أن في إي” المعروفة سابقا باسم “سوناكوم”، فقد تقرر رسميا إحالة تسيير الشركة الوطنية للسيارات الصناعية “أس أن في إي” بنسبة مائة بالمائة، للمؤسسة العسكرية وهو الحل الأمثل الذي اتفقت عليه جميع الأطراف بما فيها النقابة والشريك الاجتماعي لوأد كافة المشاكل والضغوطات التي تواجهها المجموعة الصناعة، وكذا لضمان تحسين وضعها المالي والحفاظ على مناصب شغل العمال وضمان تسديد أجورهم في وقتها، ودون أي تأخرات وكذا لتحقيق الاستقرار داخل المجموعة التي لطالما كانت بؤرة توترات خلال السنوات الماضية. ولن يشمل هذا القرار الشركة الوطنية للسيارات الصناعية لوحدها وإنما أيضا عددا من الفروع الصناعية لمجمعات اقتصادية شهدت تحركات هامة خلال الفترة الأخيرة، حيث تعكف هذه المجمعات على تحريك الوضع داخلها خاصة بعد رحيل الحكومة السابقة وانتخاب الرئيس عبد المجيد تبون كرئيس للجمهورية أين سطرت هذه المجمعات برامج عمل ومخططات تنتظر الموافقة عليها وإعطاء الضوء الأخضر لتشرع في تنفيذها في وقت تسعى الحكومة لتحويل بعض الفروع الصناعية لتسيير مؤسسة الجيش على غرار فرع مجمع إيميتال للحديد والصلب “فوندال” بولاية تيارت، والذي سيتم الإعلان قريبا عن بداية تسييره من طرف المؤسسة العسكرية، بالإضافة إلى فروع الشركة الوطنية للصناعة الميكانيكية “إيمو” أي شركة المحركات بقسنطينة و”جرمان” بقسنطينة أيضا لتصنيع عربات الحمولة.

## المنتجات

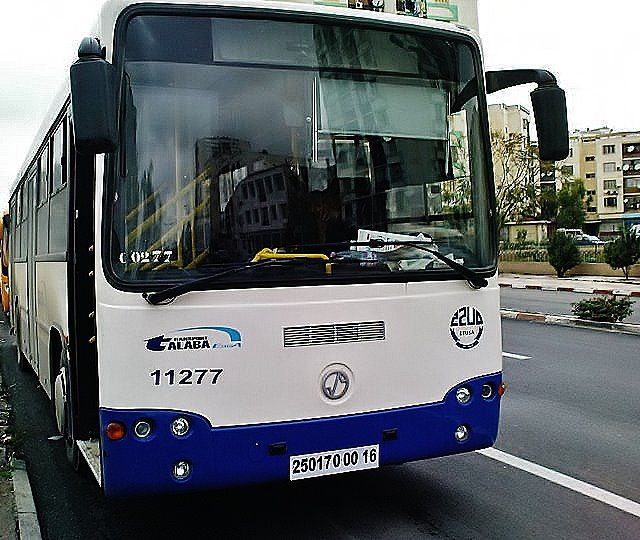
Autobus 100 L6

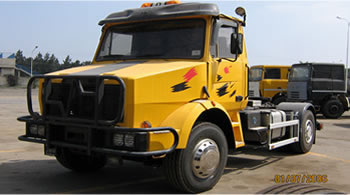
SNVI truck TC260

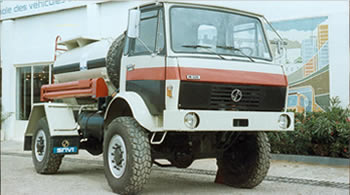
SNVI Truck All Terrain M120

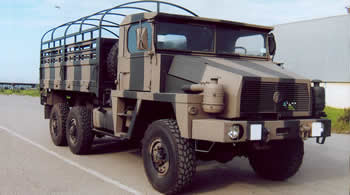
SNVI Military Truck M230

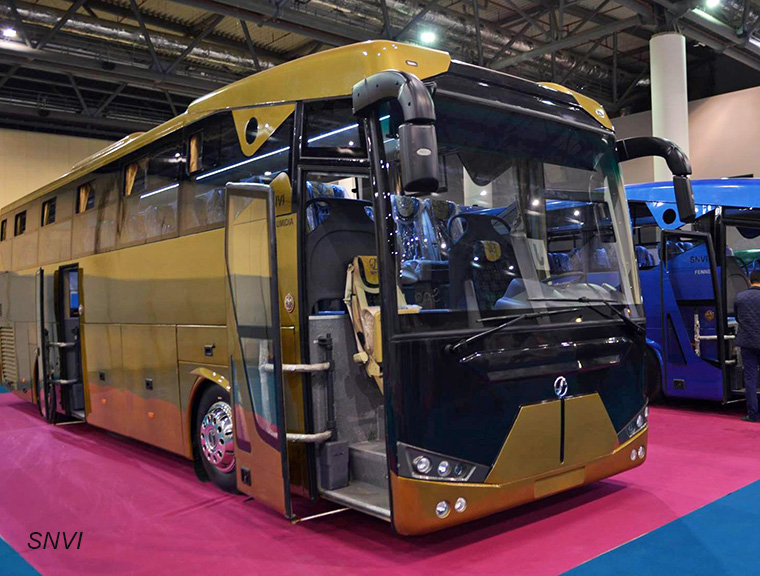
SNVI Bus Numedia lux

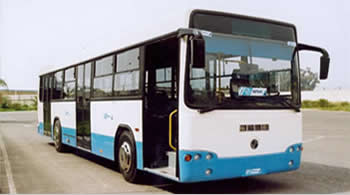
SNVI Bus 100v8

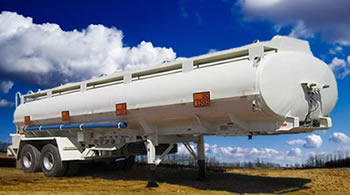
SNVI Tanker

- شاحنة الفئة B
- شاحنة الفئة C
- شاحنة الفئة M
- شاحنة مقطورة TB
- شاحنة مقطورة TC
- فان مدرع 18L4
- حافلة صغيرة 25L4
- حافلة صغيرة 70L6
- حافلة صغيرة 38L6
- حافلة صغيرة 35L4 (نموذج تجريبي)
- حافلة 100V8 و 100L6
- حافلة 49V8 و 49V8F و 49L6
- حافلة سفير
- حافلة نوميديا
- مقطورات

## وصلات خارجية
- الموقع الرسمي لشركة (SNVI)
- شركة سوناكوم تلتحق بمديرية الصناعات العسكرية